# 2010 en astronautique
Chronologie de l'astronautique
- 2006
- 2007
- 2008
- 2009
- 2010
- 2011
- 2012
- 2013
- 2014

Cette page présente la chronologie des événements qui se sont produits durant l'année 2010 dans le domaine de l'astronautique.

## Synthèse de l'année 2010

### Sondes spatiales
Le 20 mai la sonde japonaise Akatsuki a été lancée vers Vénus  pour étudier  l'atmosphère vénusienne. Le 7 décembre Akatsuki ne parvient pas à se mettre en orbite en orbite à cause du mauvais fonctionnement du système de propulsion chargé de ralentir la sonde spatiale. L'agence spatiale japonaise, la JAXA, doit après analyse de l'origine de l'anomalie, tenter de prolonger la vie de la sonde, aujourd'hui placée sur une orbite héliocentrique, pour qu'une nouvelle tentative d'insertion soit réalisée au prochain survol de Venus en 2016.
Le 13 juin, après un vol épique parsemé d'incidents techniques la capsule à échantillon de la sonde japonaise Hayabusa effectue un retour parfait sur le sol terrestre. Le contenu de la capsule va être examiné car malgré l'échec des procédures prévues de prélèvements d'échantillons du sol du petit astéroïde Itokawa, mission principale de la sonde, des particules du sol ont pu pénétrer dans la capsule au cours des deux atterrissages de la sonde.
Le 1eroctobre, la Chine lance Chang'e 2, sa deuxième sonde à destination de la Lune. Celle-ci se place en orbite lunaire, quelques jours plus tard. La sonde, qui est une version améliorée de Chang'e 1, emporte notamment une caméra et un altimètre laser.

### Satellites scientifiques
Une  fusée Atlas V a lancé le 11 février 2010 l'observatoire solaire Solar Dynamics Observatory (SDO) de la NASA.Celui-ci doit améliorer notre connaissance du Soleil, en particulier ses caractéristiques qui affectent la Terre et l'espace proche de celle-ci, et aider à comprendre les changements affectant l'activité solaire.
Une fusée ukrainienne Dnepr a lancé le 15 juin le micro satellite scientifique  Picard de l'agence spatiale française du CNES qui doit mesurer l'activité du Soleil, son diamètre et contribuer à étudier les interactions entre le Soleil et l'atmosphère terrestre.

### Engins expérimentaux
Le 22 avril 2010 la navette sans équipage X-37 est lancée par une fusée Atlas pour une mission expérimentale. Ce prototype développé par la NASA puis repris par l'Armée de l'Air à la suite d'arbitrages budgétaires en 2004 est une navette de 6 tonnes disposant d'une petite soute cargo et de grandes capacités de manœuvres en orbite. Après un séjour de 220 jours en orbite la navette est revenue sur Terre de manière automatique le 3 décembre. Le X-37 n'a pas aujourd'hui de mission bien définie. Néanmoins un deuxième vol toujours sous les auspices de l'Armée de l'Air est planifié en 2011.
L'agence spatiale japonaise, la JAXA, a lancé le 20 mai avec la sonde vénusienne Akatsuki un  démonstrateur de voile solaire  développé par son département scientifique (ISAS). Cet engin de taille modeste (voile de 20 mètres de diagonale), doit permettre de valider une méthode de déploiement de la voile ainsi qu'un système d'orientation originaux. Le 10 juin le déploiement de la voile solaire s'est achevé de manière nominale.
Une fusée ukrainienne Dnepr a lancé le 15 juin avec le satellite français Picard une paire de satellites suédois Prisma Mango et  Prisma Tango qui doit tester notamment le vol en formation et un propulseur chimique utilisant de nouveaux ergols destinés à remplacer l'hydrazine très toxique.

### Vols habités
Station spatiale internationale

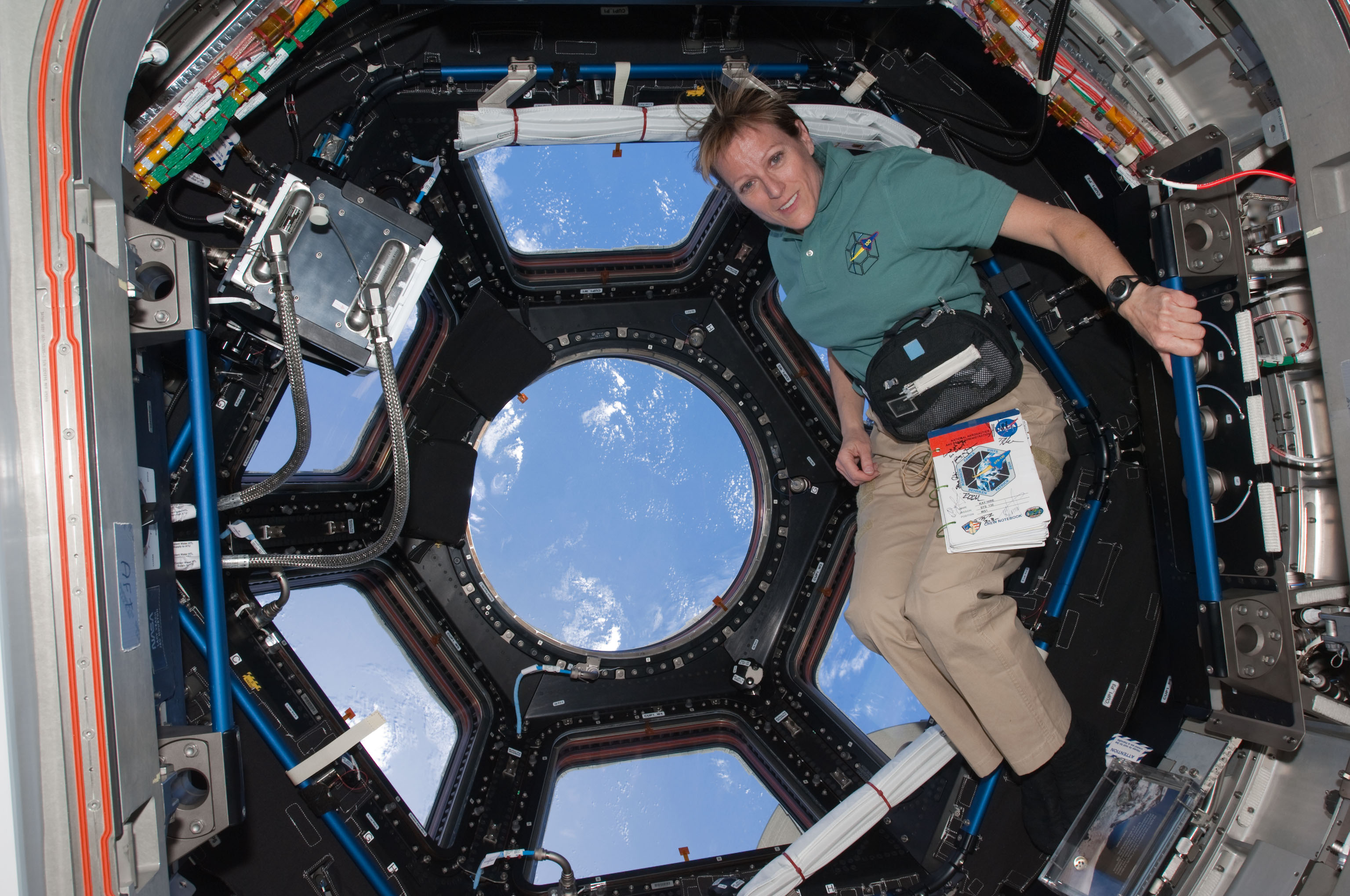
La coupole panoramique a été installée dans la station spatiale internationale en février dans le cadre de la mission STS-130

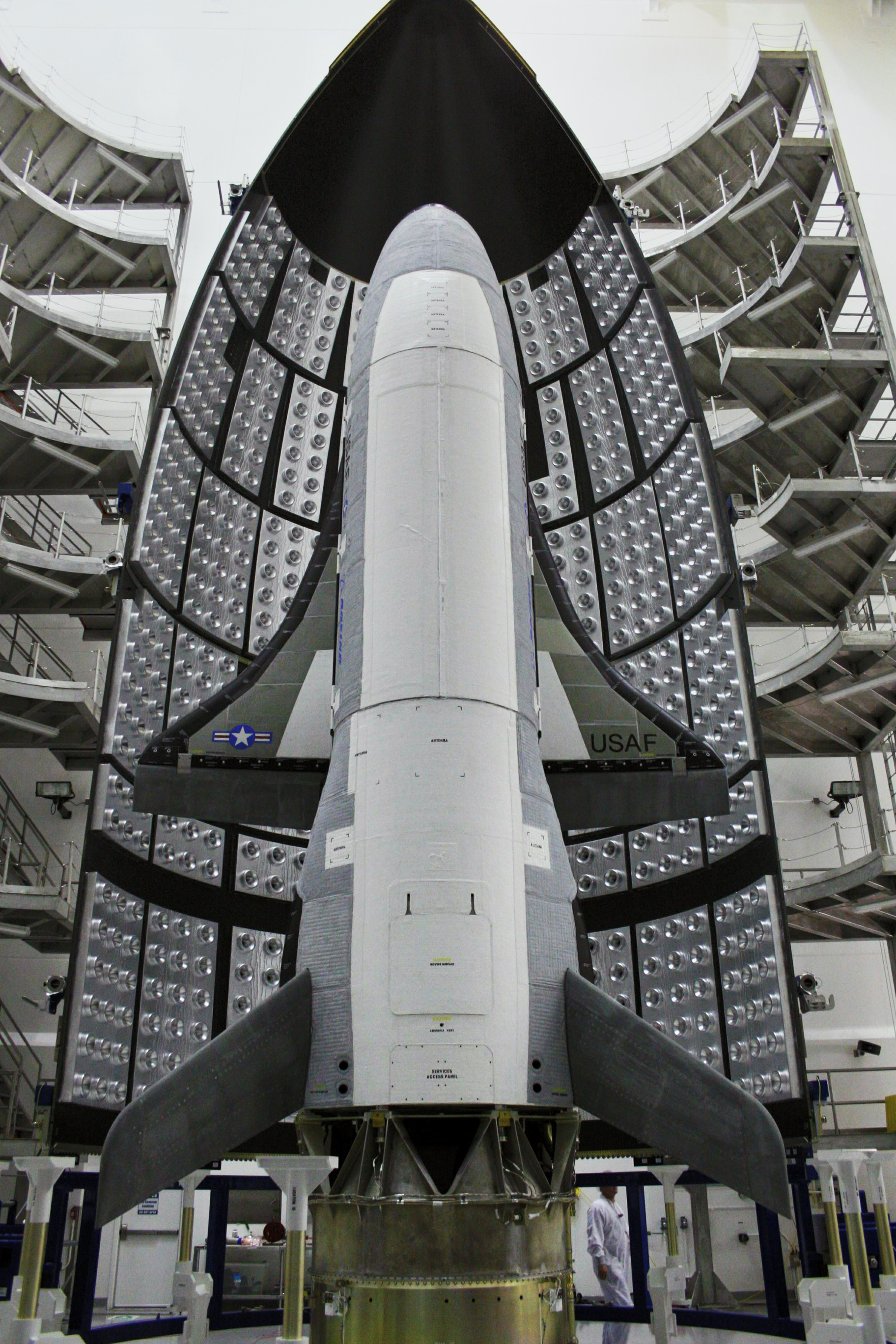
La mini navette cargo X-37B développée par l'US Air Force avec sa coiffe en avril 2010

Neuf vols habités sont programmés en 2010 dont cinq vols de la navette spatiale américaine et quatre vols Soyouz pour la relève des équipages de la station spatiale internationale. Le premier vol de navette, prévu pour le 7 février, doit lancer le module Tranquility et la Cupola afin de les assembler à la station spatiale. Les autres modules de la station spatiale placés en orbite seront Rassvet, deux EXPRESS Logistics Carrier, le Spectromètre magnétique Alpha et le Module Logistique Multi-Usages Leonardo. Fin 2010 la station spatiale sera achevée hormis un module russe, Nauka, lancé l'année suivante par une fusée russe Proton.
La navette spatiale américaine devait effectuer en 2010 ses derniers vols après avoir lancé les derniers modules de la station spatiale internationale mais le retard pris dans le planning des lancements repousse l'arrêt du programme à 2011 au cours duquel doivent avoir lieu 2 ou 3 lancements.
La navette spatiale américaine Endeavour a placé en orbite le 8 février 2010 dans le cadre de la mission STS-130 de la NASA le module Tranquility et la coupole d'observation Cupola. Ces deux éléments ont été installés et activés après trois sorties extravéhiculaires effectuées par l'équipage de la navette spatiale. À l'issue de cette mission, la station spatiale est achevée à 95 %.

### Nouveaux lanceurs

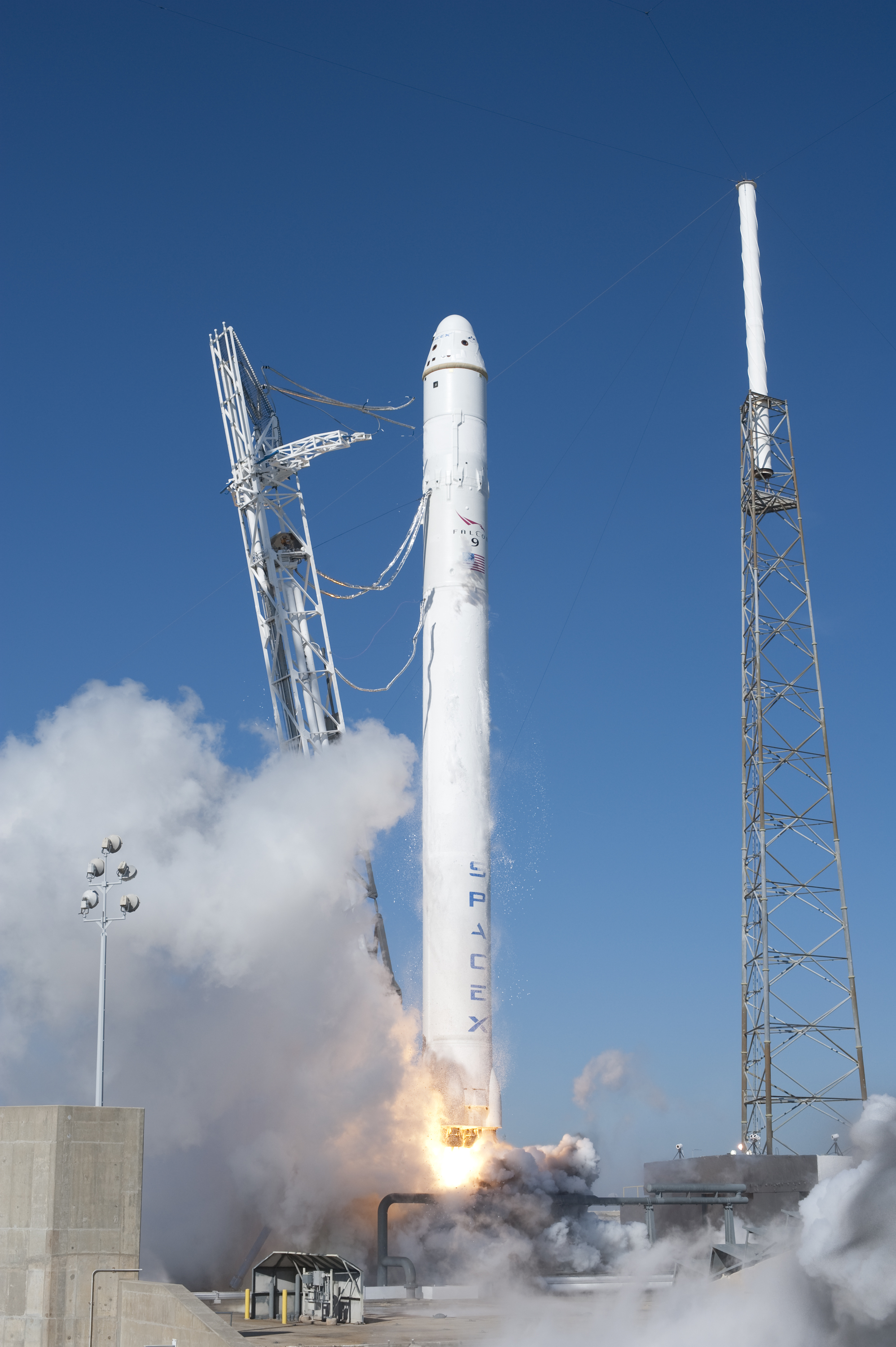
Tir du lanceur Falcon 9 emportant le cargo spatial SpaceX Dragon le 8 décembre

Le premier lancement de la nouvelle version de la fusée indienne GSLV ( MKII) le 15 avril échoue à la suite d'une défaillance du troisième étage. Cette version se caractérise par un nouveau moteur cryogénique de conception indienne à l'origine sans doute de la défaillance du lanceur. Un autre lancement de cette version doit intervenir au cours de l'année 2010.
Le premier lancement du lanceur américain de moyenne puissance Falcon 9 (10,5 tonnes en orbite basse, 4,5 en orbite de transfert géostationnaire) a eu lieu le 4 juin 2010 depuis la base de lancement de Cape Canaveral. La charge utile du lanceur était constituée par une maquette du cargo spatial SpaceX Dragon, nommée Dragon Spacecraft Qualification Unit. Malgré un roulis important  non prévu, le second étage solidaire de sa charge utile s'est placé sur une orbite à peu près circulaire de 250 km avec une inclinaison de 34,5° correspondant presque parfaitement à l'objectif fixé (moins de 1 % de différence). Le premier étage, dont la réutilisation doit contribuer à la réduction du cout de lancement, s'est brisé en retombant. Un autre tir, premier vol de qualification du programme COTS de ravitaillement de la Station spatiale internationale, a été réalisé après plusieurs reports le 8 décembre 2010 et a duré 3 heures et 21 minutes. Le lanceur a placé le cargo spatial SpaceX Dragon en orbite basse. Les communications ont été testées et des manœuvres de changement d'orbite et de contrôle d'orientation ont été effectuées par le vaisseau à l'aide de ses moteurs. Après 3 heures passées en orbite, la capsule a effectué une rentrée atmosphérique et a été récupérée après son amerrissage dans l'océan Pacifique qui s'est fait avec une précision de 800 mètres par rapport au point visé
Le deuxième tir du lanceur sud-coréen Naro-1 (ou KSLV-1) effectué le 10 juin a été un échec. La fusée a explosé 137 secondes après le lancement, sans que les causes précises de l'échec soient connues. Un troisième lancement est prévu à une date non précisée.
Deux tirs du nouveau lanceur Minotaur IV ont eu lieu en septembre et novembre 2010.
Le premier tir de la fusée russe  Zenit-3F dérivée de la Zenit-3SLB de Sea Launch et qui doit être tirée depuis la base de lancement de Baïkonour est prévu fin décembre 2010.
Plusieurs programmes de fusée ont pris du retard. Le premier tir de Tsiklon-4, version d'un lanceur ukrainien tiré depuis Alcantara au Brésil, a été repoussé à février 2012. Le tir du nouveau lanceur européen de faible puissance Vega a été repoussé à 2011. Le premier tir d'une fusée Soyouz depuis le Centre spatial guyanais a été également repoussé au 1er semestre 2011.

## Lancements

### Programme spatial américain
Le président Barack Obama annonce le 1er février 2010 qu'il va proposer l'annulation du programme Constellation en avançant trois motifs : un budget en dépassement, le retard pris sur les échéances et l'absence d'innovations intégrées dans le projet. Le budget libéré par l'arrêt du programme, complété par une enveloppe de 6 milliards de $, est ventilé entre différentes activités de la NASA. Il s'agit principalement du développement de nouvelles technologies spatiales, de l'extension de la durée de vie de la station spatiale internationale de 2015 à 2020 et de la réalisation de nouvelles sondes automatiques d'exploration du système solaire. Ces fonds doivent également permettre de reconstruire le satellite Orbiting Carbon Observatory perdu en 2009 et de stimuler la prise en charge des programmes spatiaux par l'industrie privée.
La NASA sélectionne le 1er février pour la première phase du programme Commercial Crew Development, abrégé en CCDev, (Développement commercial pour équipage) les sociétés Boeing et Sierra Nevada Corporation : ces deux sociétés doivent développer un moyen de transport (vaisseau spatial et lanceur) permettant d'amener les astronautes à bord de la station spatiale internationale et d'assurer leur retour sur Terre.

### Chronologie

#### Janvier
| Date       | Lanceur                    | Base de lancement | Type                | Charge utile | Notes                           |
| 16 janvier | Longue Marche 3C           | Xichang           | orbite géosynchrone | Compass-G1   | Satellite de navigation Beidou  |
| 28 janvier | Proton-M / Briz-M Enhanced | Baïkonour         | Géosynchrone        | Radouga-1M   | Satellite de télécommunications |

#### Février
| Date       | Lanceur                                       | Base de lancement      | Type         | Charge utile        | Notes                                                |
| 3 février  | Soyouz                                        | Baïkonour              | Orbite basse | Progress M-04M      | Ravitaillement de la station spatiale internationale |
| 8 février  | STS-130 Navette spatiale américaine Endeavour | Centre spatial Kennedy | Orbite basse | Tranquility, Cupola | Assemblage station spatiale internationale           |
| 11 février | Atlas V 401                                   | Cape Canaveral         | Géosynchrone | SDO                 | Observatoire solaire                                 |
| 12 février | Proton-M / Briz-M Enhanced                    | Baïkonour              | Géosynchrone | Intelsat 16         | satellite de télécommunications                      |

#### Mars
| Date    | Lanceur              | Base de lancement | Type                   | Charge utile | Notes                           |
| 3 mars  | Proton-M-DM Enhanced | Baïkonour         | Orbite moyenne         | 3x GLONASS   | satellite de navigation         |
| 4 mars  | Delta IV             | Cape Canaveral    | Orbite géostationnaire | GOES-P       | satellite météorologique        |
| 5 mars  | Longue Marche 4C     | Jiuquan           | orbite héliosynchrone  | Yaogan 9     | Satellite de télédétection      |
| 20 mars | Proton-M / Briz-M    | Baïkonour         | Orbite géostationnaire | EchoStar XIV | Satellite de télécommunications |

#### Avril
| Date     | Lanceur                                       | Base de lancement      | Type                | Charge utile           | Notes |
| 2 avril  | Soyouz-FG                                     | Baïkonour              | Orbite basse        | Soyouz TMA-18          | Lancement de l'équipage de l'Expédition 23 de la station spatiale internationale                                                                   |
| 5 avril  | STS-131 Navette spatiale américaine Discovery | Centre spatial Kennedy | Orbite basse        | MPLM                   | Équipement et ravitaillement station spatiale internationale                                                                                       |
| 8 avril  | Dnepr-2                                       | Baïkonour              | Orbite basse        | CryoSat-2              | Étude de la cryosphère (banquises et calottes glaciaires) et de son influence sur le climat.                                                       |
| 15 avril | GSLV-II                                       | Satish Dhawan          | Orbite géosynchrone | GSAT-4                 | Télécommunications. Premier tir de la version II du lanceur GSLV. Échec à la suite d'une défaillance du troisième étage.                           |
| 16 avril | Soyouz-U                                      | Baïkonour              | Orbite basse        | Cosmos 2462 (Kobalt-M) | Satellite d'imagerie |
| 22 avril | Atlas V 501                                   | Cap Canaveral          | Orbite basse        | X-37B OTV-1            | Premier vol de la navette militaire sans équipage X-37. Au programme de la mission rentrée atmosphérique et atterrissage automatique à Vandenberg. |
| 24 avril | Proton-M / Briz-M Enhanced                    | Baïkonour              | Géosynchrone        | SES-1                  | satellite de télécommunications |
| 28 avril | Soyouz-U                                      | Baïkonour              | Orbite basse        | Progress M-05M         | Ravitaillement de la station spatiale internationale                                                                                               |
| 27 avril | Kosmos-3M                                     | Plessetsk              | Orbite basse        | Parus                  | Satellite de navigation et de télécommunications                                                                                                   |

#### Mai
| Date   | Lanceur                                      | Base de lancement      | Type                   | Charge utile                                              | Notes                                                                                            |
| 14 mai | STS-132 Navette spatiale américaine Atlantis | Centre spatial Kennedy | Orbite basse           | Rassvet ⋅                                                 | Équipement et ravitaillement station spatiale internationale, dernier vol de la navette Atlantis |
| 20 mai | H-IIA                                        | Tanegashima            | interplanétaire        | Akatsuki, IKAROS, WASEDA-SAT2, K-Sat, Negai ☆, UNITEC-1 ⋅ | sonde vénusienne (Akatsuki), voile solaire expérimentale (IKAROS)                                |
| 21 mai | Ariane 5 ECA                                 | Kourou                 | Orbite géostationnaire | ASTRA 3B, COMSATBw-2                                      | Satellites de télécommunications civil (Astra) et militaire                                      |
| 28 mai | Delta IV M+ (4,2)                            | Cape Canaveral         | Orbite moyenne         | GPS IIF-1                                                 | Système de navigation                                                                            |

#### Juin
| Date    | Lanceur                    | Base de lancement | Type                   | Charge utile                        | Notes |
| 2 juin  | Rokot/Briz-KM              | Plesetsk          | Orbite héliosynchrone  | SERVIS-2                            | Satellite technologique |
| 2 juin  | Longue Marche 3C           | Xichang           | Orbite géostationnaire | Compass-G3                          | Satellite de navigation. |
| 3 juin  | Proton-M / Briz-M Enhanced | Baïkonour         | Géosynchrone           | Badr-5                              | satellite de télécommunications |
| 4 juin  | Falcon 9                   | Cape Canaveral    | Orbite basse           | DSQU                                | La charge utile est une maquette du cargo spatial Dragon. Vol inaugural du lanceur moyen Falcon 9.                                                     |
| 10 juin | Naro-1                     | Naro              | Orbite basse           | STSAT-2B                            | Capsule technologique. Échec de la deuxième tentative de lancement de ce nouveau lanceur.                                                              |
| 15 juin | Longue Marche 2D           | Jiuquan           | orbite basse           | Shijian                             | Satellite technologique |
| 15 juin | Dnepr-1                    | Dombarovski       | Orbite héliosynchrone  | Picard Prisma Mango et Prisma Tango | Étude de l'héliosphère (Picard) et satellites technologiques.                                                                                          |
| 15 juin | Soyouz-U                   | Baïkonour         | Orbite basse           | Soyouz TMA-19                       | Relève équipage de la station spatiale internationale début de l'Expédition 24                                                                         |
| 20 juin | Dnepr-1                    | Baïkonour         | Orbite basse           | TanDEM-X                            | Imagerie radar. |
| 22 juin | Shavit-2                   | Palmachim         | Orbite basse           | Ofek-9                              | Satellite de reconnaissance militaire |
| 26 juin | Ariane 5 ECA               | Kourou            | Orbite géostationnaire | ArabSat-5A, COMS-1                  | Satellites de télécommunications |
| 30 juin | Soyouz-U                   | Baïkonour         | Orbite basse           | Progress M-06M                      | Ravitaillement de la station spatiale internationale ; premier amarrage infructueux à la suite d'une défaillance du système de rendez-vous automatique |

#### Juillet
| Date       | Lanceur                    | Base de lancement | Type                | Charge utile                                  | Notes                           |
| 10 juillet | Proton-M / Briz-M Enhanced | Baïkonour         | Géosynchrone        | EchoStar XV                                   | satellite de télécommunications |
| 12 juillet | PSLV                       | Satish Dhawan     | orbite basse        | Cartosat-2B StudSat AlSat-2A AISSat-1 TIsat-1 | Imagerie (Cartosat)             |
| 31 juillet | Longue Marche 3C           | Xichang           | orbite géosynchrone | Compass-ISG1                                  | Satellite de navigation Beidou  |

#### Août
| Date    | Lanceur          | Base de lancement | Type                   | Charge utile               | Notes                                                                                         |
| 4 août  | Ariane 5 ECA     | Kourou            | Orbite géostationnaire | Nilesat-201, RASCOM-QAF 1R | Satellites de télécommunications civil                                                        |
| 9 août  | Longue Marche 4C | Taiyuan           | orbite héliosynchrone  | Yaogan 10                  | Satellite de reconnaissance militaire                                                         |
| 13 août | Atlas V 531      | Cape Canaveral    | Géosynchrone           | AEHF-1                     | Satellite de télécommunications militaire nouvelle génération (premier d'une série de quatre) |
| 23 août | Longue Marche 2D | Jiuquan           | orbite basse           | Tian Hui 1                 | Satellite d'observation                                                                       |

#### Septembre
| Date         | Lanceur              | Base de lancement | Type                                    | Charge utile    | Notes |
| 2 septembre  | Proton-M-DM Enhanced | Baïkonour         | Orbite moyenne                          | 3x GLONASS      | satellites de navigation                                                                                 |
| 4 septembre  | Longue Marche 3B     | Xichang           | orbite géosynchrone                     | Sinosat-6A      | Satellite de télécommunications                                                                          |
| 8 septembre  | Rokot/Briz-KM        | Plessetsk         | Orbite héliosynchrone                   | GONETS-D1M No.2 | Satellite technologique                                                                                  |
| 10 septembre | Soyouz               | Baïkonour         | Orbite basse                            | Progress M-07M  | Ravitaillement de la station spatiale internationale                                                     |
| 11 septembre | H-IIA 202            | Tanegashima       | Orbite elliptique à grande excentricité | QZSS-1          | Satellite de navigation                                                                                  |
| 21 septembre | Longue Marche 2D     | Jiuquan           | orbite héliosynchrone                   | Yaogan 11       | Satellite de reconnaissance militaire                                                                    |
| 21 septembre | Atlas V 4501         | Vandenberg        | Polaire                                 | NRO L-41        | Satellite de reconnaissance de la NRO                                                                    |
| 26 septembre | Minotaur IV          | Vandenberg        | Orbite moyenne                          | SBSS-1          | Démonstrateur technologique militaire de poursuite de satellite, premier vol de cette version du lanceur |
| 30 septembre | Molnia               | Baïkonour         | Molnia                                  | Oko             | Défense anti-missile                                                                                     |

#### Octobre
| Date        | Lanceur              | Base de lancement | Type                   | Charge utile               | Notes                                                                          |
| 1er octobre | Longue Marche 3C     | Xichang           | Orbite lunaire         | Chang'e 2                  | Deuxième sonde orbitale lunaire de la Chine.                                   |
| 6 octobre   | Longue Marche 4B     | Taiyuan           | orbite héliosynchrone  | Shijian 6G Shijian 6H      | Satellites technologiques                                                      |
| 7 octobre   | Soyouz-FG            | Baïkonour         | Orbite basse           | Soyouz TMA-01M             | Relève équipage de la station spatiale internationale début de l'Expédition 25 |
| 14 octobre  | Proton-M / Briz-M    | Baïkonour         | Orbite géosynchrone    | XM-5                       | satellite de télécommunications                                                |
| 19 octobre  | Soyouz 2.1a / Fregat | Baïkonour         | Orbite basse           | Globalstar-2 x6            | Télécommunications                                                             |
| 27 octobre  | Soyouz-U             | Baïkonour         | Orbite basse           | Progress M-98M             | Ravitaillement de la station spatiale internationale                           |
| 28 octobre  | Ariane 5 ECA         | Kourou            | Orbite géostationnaire | Eutelsat W3B, BSAT-3b (en) | Satellites de télécommunications civil                                         |
| 31 octobre  | Longue Marche 3C     | Xichang           | orbite géosynchrone    | Compass-G4                 | Satellite de navigation Beidou                                                 |

#### Novembre
| Date        | Lanceur                    | Base de lancement | Type                   | Charge utile                                   | Notes                                     |
| 2 novembre  | Soyouz 2.1a / Fregat       | Plessetsk         | Orbite Molnyia         | Meridian 3                                     | Télécommunications                        |
| 4 novembre  | Longue Marche 4C           | Taiyuan           | orbite héliosynchrone  | Feng Yun 3B                                    | Satellite météorologique                  |
| 6 novembre  | Delta II 7420-10           | Vandenberg        | Orbite héliosynchrone  | COSMO-4                                        | Imagerie radar.                           |
| 14 novembre | Proton-M / Briz-M Enhanced | Baïkonour         | Orbite géosynchrone    | SkyTerra-1                                     | satellite de télécommunications           |
| 20 novembre | Minotaur IV                | Kodiak            | Orbite basse           | FASTSAT, FASTRAC x2, Falconsat-5, O/OREOS, RAX | Satellites technologiques.                |
| 21 novembre | Delta IV-H                 | Cape Canaveral    | Orbite héliosynchrone  | NRO L-32                                       | Satellite de reconnaissance.              |
| 24 novembre | Longue Marche 3A           | Xichang           | Orbite géostationnaire | Shen Tong-1                                    | Satellite de télécommunications militaire |
| 26 novembre | Ariane 5 ECA               | Kourou            | Orbite géostationnaire | Intelsat 17, HYLAS-1                           | Satellites de télécommunications civil    |

#### Décembre
| Date        | Lanceur                    | Base de lancement | Type                   | Charge utile            | Notes                                                                                                  |
| 5 décembre  | Proton-M / DM-03 Enhanced  | Baïkonour         | Géosynchrone           | GLONASS-M x 3           | Satellites de navigation. Échec du lancement à la suite d'une mauvaise préparation du 3e étage.        |
| 8 décembre  | Falcon 9                   | Cape Canaveral    | Orbite basse           | Dragon C1               | Premier vol de qualification de l'ensemble Falcon 9 + SpaceX Dragon pour le programme COTS de la NASA. |
| 14 décembre | Rockot-M / Briz-KM         | Baïkonour         | Orbite basse           | Geo-IK-2                | Géodésie                                                                                               |
| 15 décembre | Soyouz-FG                  | Baïkonour         | Orbite basse           | Soyouz TMA-20           | Relève équipage de la station spatiale internationale début de l'Expédition 26                         |
| 17 décembre | Longue Marche 3A           | Xichang           | Orbite géosynchrone    | Compass-IGSO-2          | Satellite de navigation                                                                                |
| 25 décembre | GSLV mk1                   | Satish Dhawan     | Orbite géostationnaire | GSAT-5P (en)            | Satellites de télécommunications. Échec du lancement                                                   |
| 26 décembre | Proton-M / Briz-M Enhanced | Baïkonour         | Orbite basse           | KA-SAT                  | Satellites de télécommunications                                                                       |
| 29 décembre | Ariane 5 ECA               | Kourou            | Orbite géostationnaire | Hispasat-1E, Koreasat 6 | Satellites de télécommunications civils                                                                |

### Vol orbitaux

#### Par pays
| Pays         | Lancements | Succès | Échecs | Échecs partiels | Remarques                      |
| ------------ | ---------- | ------ | ------ | --------------- | ------------------------------ |
| Chine        | 15         | 15     | 0      | 0               |                                |
| Corée du Sud | 1          | 0      | 1      | 0               | avec l'assistance de la Russie |
| États-Unis   | 15         | 15     | 0      | 0               |                                |
| Europe       | 6          | 6      | 0      | 0               |                                |
| Inde         | 3          | 1      | 2      | 0               |                                |
| Japon        | 2          | 2      | 0      | 0               |                                |
| Russie/CEI   | 31         | 30     | 1      | 0               |                                |
| Israël       | 1          | 1      | 0      | 0               |                                |
| Total        | 74         | 70     | 4      | 0               |                                |

#### Par lanceur
| Lanceur          | Pays                  | Lancements | Succès | Échecs | Échecs partiels | Remarques                           |
| ---------------- | --------------------- | ---------- | ------ | ------ | --------------- | ----------------------------------- |
| Ariane 5ECA      | Europe                | 6          | 6      | 0      | 0               |                                     |
| Atlas V          | États-Unis            | 4          | 4      | 0      | 0               | type : 1x401, 2x501 et 1x531        |
| Delta II         | États-Unis            | 1          | 1      | 0      | 0               | type 7420                           |
| Delta IV         | États-Unis            | 3          | 3      | 0      | 0               | type : 2xM+(4,2), 1xH               |
| Dnepr-1          | Ukraine               | 3          | 3      | 0      | 0               |                                     |
| Falcon 9         | États-Unis            | 2          | 2      | 0      | 0               | Premiers lancements                 |
| GSLV             | Inde                  | 2          | 0      | 2      | 0               |                                     |
| H-IIA            | Japon                 | 2          | 2      | 0      | 0               | Type : 1 x MkI, 1xMk2 (premier vol) |
| Kosmos-3M        | Russie                | 1          | 1      | 0      | 0               |                                     |
| Longue Marche 2D | Chine                 | 3          | 3      | 0      | 0               |                                     |
| Longue Marche 3A | Chine                 | 3          | 3      | 0      | 0               |                                     |
| Longue Marche 3B | Chine                 | 1          | 1      | 0      | 0               |                                     |
| Longue Marche 3C | Chine                 | 4          | 4      | 0      | 0               |                                     |
| Longue Marche 4B | Chine                 | 1          | 1      | 0      | 0               |                                     |
| Longue Marche 4C | Chine                 | 3          | 3      | 0      | 0               |                                     |
| Minautor IV      | États-Unis            | 2          | 2      | 0      | 0               | Premiers vols                       |
| Naro-1           | Corée du Sud / Russie | 1          | 0      | 1      | 0               |                                     |
| Navette spatiale | États-Unis            | 3          | 3      | 0      | 0               |                                     |
| Proton-M         | Russie                | 12         | 11     | 1      | 0               |                                     |
| PSLV             | Inde                  | 1          | 1      | 0      | 0               |                                     |
| Rockot           | Russie                | 2          | 2      | 0      | 0               |                                     |
| Shavit-2         | Israël                | 1          | 1      | 0      | 0               |                                     |
| Soyouz-2.1a      | Russie                | 2          | 2      | 0      | 0               |                                     |
| Soyouz-FG        | Russie                | 4          | 4      | 0      | 0               |                                     |
| Soyouz-U         | Russie                | 6          | 6      | 0      | 0               |                                     |
| Taurus           | États-Unis            | 0          | 0      | 0      | 0               |                                     |

#### Par type d'orbite
| Orbite                 | Lancements | Succès | Échecs | Orbite atteinte involontairement | Remarques                                                                              |
| ---------------------- | ---------- | ------ | ------ | -------------------------------- | -------------------------------------------------------------------------------------- |
| Basse                  | 37         | 36     | 1      | 0                                |                                                                                        |
| Moyenne                | 4          | 3      | 1      | 0                                |                                                                                        |
| Haute                  | 28         | 26     | 2      | 0                                | dont Molnyua, orbite de transfert vers la Lune, orbite elliptique à forte excentricité |
| Géosynchrone/transfert | 4          | 4      | 0      | 0                                |                                                                                        |
| Héliocentrique         | 1          | 1      | 0      | 0                                | dont orbite de transfert interplanétaire                                               |

#### Par site de lancement
| Site           | Pays         | Lancements | Succès | Echecs | Echecs partiels | Remarques |
| -------------- | ------------ | ---------- | ------ | ------ | --------------- | --------- |
| Baïkonour      | Kazakhstan   | 24         | 23     | 1      | 0               |           |
| Cape Canaveral | États-Unis   | 8          | 8      | 0      | 0               |           |
| Dombarovski    | Russie       | 1          | 1      | 0      | 0               |           |
| Jiuquan        | Chine        | 4          | 4      | 0      | 0               |           |
| Kennedy        | États-Unis   | 3          | 3      | 0      | 0               |           |
| Kodiak         | États-Unis   | 1          | 1      | 0      | 0               |           |
| Kourou         | France       | 6          | 6      | 0      | 0               |           |
| Naro           | Corée du Sud | 1          | 0      | 1      | 0               |           |
| Palmachim      | Israël       | 1          | 1      | 0      | 0               |           |
| Plessetsk      | Russie       | 6          | 6      | 0      | 0               |           |
| Satish Dhawan  | Inde         | 3          | 1      | 2      | 0               |           |
| Taiyuan        | Chine        | 3          | 3      | 0      | 0               |           |
| Tanegashima    | Japon        | 2          | 2      | 0      | 0               |           |
| Vandenberg     | États-Unis   | 3          | 3      | 0      | 0               |           |
| Xichang        | Chine        | 8          | 8      | 0      | 0               |           |

## Survols et contacts planétaires
| Date         | Sonde spatiale     | Événement                                         | Remarque                                                               |
| ------------ | ------------------ | ------------------------------------------------- | ---------------------------------------------------------------------- |
| 12 janvier   | Cassini            | 65e survol de Titan                               | Distance 1 073 km                                                      |
| 28 janvier   | Cassini            | 66e survol de Titan                               | Distance 7 490 km                                                      |
| 13 février   | Cassini            | survol de Mimas                                   | Distance 9 520 km                                                      |
| 16 février   | Mars Express       | survol de Phobos                                  | Distance 991 km                                                        |
| 22 février   | Mars Express       | survol de Phobos                                  | Distance 574 km                                                        |
| 25 février   | Mars Express       | survol de Phobos                                  | Distance 398 km                                                        |
| 28 février   | Mars Express       | survol de Phobos                                  | Distance 226 km                                                        |
| 2 mars       | Cassini            | 2e survol de Rhea                                 | Distance 100 km                                                        |
| 3 mars       | Cassini            | survol de Helene                                  | Distance 1 803 km                                                      |
| 3 mars       | Mars Express       | survol de Phobos                                  | Distance 67 km                                                         |
| 7 mars       | Mars Express       | survol de Phobos                                  | Distance 107 km                                                        |
| 10 mars      | Mars Express       | survol de Phobos                                  | Distance 286 km                                                        |
| 13 mars      | Mars Express       | survol de Phobos                                  | Distance 476 km                                                        |
| 16 mars      | Mars Express       | survol de Phobos                                  | Distance 662 km                                                        |
| 19 mars      | Mars Express       | survol de Phobos                                  | Distance 848 km                                                        |
| 23 mars      | Mars Express       | survol de Phobos                                  | Distance 1 341 km                                                      |
| 26 mars      | Mars Express       | survol de Phobos                                  | Distance 1 304 km                                                      |
| 5 avril      | Cassini            | 67e survol de Titan                               | Distance 7 462 km                                                      |
| 7 avril      | Cassini            | 2e survol de Dione                                | Distance 504 km                                                        |
| 28 avril     | Cassini            | 9e survol de Encelade                             | Distance 103 km                                                        |
| 18 mai       | Cassini            | 10e survol de Encelade                            | Distance 201 km                                                        |
| 20 mai       | Cassini            | 68e survol de Titan                               | Distance 1 400 km                                                      |
| 5 juin       | Cassini            | 69e survol de Titan                               | Distance 2 044 km                                                      |
| 13 juin      | Hayabusa           | Rentrée atmosphérique                             | Récupération de la capsule contenant un échantillon du sol d'astéroïde |
| 21 juin      | Cassini            | 70e survol de Titan                               | Distance 955 km                                                        |
| 7 juillet    | Cassini            | 71e survol de Titan                               | Distance 1 005 km                                                      |
| 10 juillet   | Rosetta            | survol de 21 Lutetia                              | Distance 3 100 km                                                      |
| 13 août      | Cassini            | 11e survol de Encelade                            | Distance 2 554 km                                                      |
| 24 septembre | Cassini            | 72e survol de Titan                               | Distance 8 175 km                                                      |
| 6 octobre    | Chang'e 2          | Insertion en orbite lunaire                       |                                                                        |
| 16 octobre   | Cassini            | survol de Pallene                                 | Distance 36 000 km                                                     |
| octobre      | Artemis P1         | Insertion en orbite autour de la Lune             |                                                                        |
| octobre      | Artemis P2         | Insertion en orbite autour de la Lune             |                                                                        |
| 4 novembre   | Deep Impact        | survol de Hartley 2                               | Distance 700 km                                                        |
| 11 novembre  | Cassini            | 73e survol de Titan                               |                                                                        |
| 30 novembre  | Cassini            | 12e survol de Encelade                            | Distance 48 km                                                         |
| 21 décembre  | Cassini            | 13e survol de Encelade                            | Distance 50 km                                                         |
| 7 décembre   | Akatsuki           | Échec insertion en orbite autour de Vénus, survol | 550 km                                                                 |
| 8 décembre   | IKAROS             | survol de Vénus                                   | 80 000 km                                                              |
| 21 décembre  | Cassini            | 13e survol de Encelade                            | Distance 50 km                                                         |
| décembre     | Shin'en (UNITEC-1) | survol de Vénus                                   |                                                                        |

## Sorties extra-véhiculaires
Toutes les sorties sont effectuées au cours de missions de maintenance  et d'assemblage de la Station spatiale internationale.
- 14 janvier :  Oleg Kotov,  et Maxime Souraïev de l'Expédition 22 : préparent le module Poisk pour les futurs amarrages (durée 5 h 44 min).
- 12 février :  Robert L. Behnken et  Nicholas Patrick (mission  STS-130) préparent et parachèvent la mise en place du module Tranquility transporté par la navette spatiale (durée 6 h 32 min).
- 14 février :  Robert L. Behnken et  Nicholas Patrick (mission  STS-130) mettent en place le circuit de régulation thermique externe entre les modules Unity et Tranquility, préparent le transfert de Cupola à son emplacement définitif et installent des mains courantes sur le module Tranquility (durée 5h 54 min).
- 17 février :  Robert L. Behnken et  Nicholas Patrick (mission STS-130) achèvent l'installation du circuit de régulation thermique externe et celles des mains courantes et enlèvent les protections recouvrant les hublots de Cupola (durée 5h 48 min).
- 9 avril : Richard Mastracchio et Clayton Anderson (mission STS-131) transfèrent un réservoir d'ammoniac de la soute de la navette et l'installent provisoirement sur une plateforme de stockage externe de la station spatiale, déconnectent un réservoir épuisé d'ammoniac, récupèrent une expérience scientifique installée à l'extérieur du module japonais Kibo pour la ramener sur Terre, remplace un gyroscope défaillant de la station installé sur la poutre S0 (durée 6 heures 27 minutes).
- 11 avril : Richard Mastracchio et Clayton Anderson (mission STS-131) retirent le réservoir d'ammoniac épuisé installé sur le segment de poutre S1 et le remplace par le nouveau réservoir. Connectent les liaisons électriques au nouveau réservoir mais doivent différent le branchement de la tuyauterie à la suite de problèmes rencontrés avec les boulons qui solidarisent le réservoir sur la poutre. L'ancien réservoir est déplacé vers un lieu de stockage provisoire (7 heures 26 minutes).
- 13 avril : Richard Mastracchio et Clayton Anderson (mission STS-131) connectent la tuyauterie au nouveau réservoir d'ammoniac et ramènent l'ancien dans la baie cargo de la navette. Une protection anti micrométéorites du sas Quest devenue inutile est ramenée dans le MPLM Leonardo installé dans la soute de l'orbiteur. Le segment de poutre Z1 est préparé pour l'installation d'une antenne de rechange qui sera effectuée au cours de la prochaine mission de la navette (6 heures 24 minutes).
- 17 mai : Garrett Reisman et  Stephen Gerard Bowen (mission STS-132) installent une antenne en bande Ku de rechange sur la poutre Z1 et installent une nouvelle plateforme à outils sur Dextre. Les astronautes rencontrent plusieurs problèmes (fixation de l'antenne, interruption du système informatique de la station spatiale) (7 heures 25 minutes).
- 19 mai : Michael T. Good et Stephen G. Bowen (mission STS-132) réparent un capteur de l'Orbiter Boom Sensor System  de la navette Atlantis qui permet de prolonger le bras Canadarm, remplacent 4 des 6 batteries installées sur la poutre P6 et déverrouillent le cardan de l'antenne installée lors de la première sortie (7 heures 9 minutes).
- 21 mai : Michael T. Good  et Garrett Reisman (mission STS-132) remplacent les 2 dernières batteries installées sur la poutre P6 et effectuent d'autres activités de maintenance (6 heures 46 minutes).
- 27 juillet :  Mikhail Korniyenko et Fiodor Iourtchikhine (expédition 24) remplacent une caméra vidéo sur Zvezda, connectent des câbles de communications (données et commandes) entre Zvezda et Zarya d'une part et le nouveau module Rassvet. Ils mettent en place le système Kurs de manière à permettre les amarrages automatiques des vaisseaux avec le nouveau module (6 heures 42 minutes).
- 7 août : Tracy Caldwell et Douglas H. Wheelock (expédition 24) tentent de remplacer la pompe  défaillante assurant la circulation de l'ammoniac dans le circuit de refroidissement des modules non russe. Le démontage d'une des connexions du circuit ne se déroule pas de la manière prévue et la sortie doit être interrompue après que les combinaisons des astronautes aient été aspergées d'ammoniac (8 heures 3 minutes).
- 11 août : Tracy Caldwell et Douglas H. Wheelock (expédition 24) achèvent le démontage de la pompe en panne et débutent l'installation de la nouvelle pompe (7 heures 26 minutes).
- 16 août : Tracy Caldwell et Douglas H. Wheelock (expédition 24) installent la nouvelle pompe du circuit de refroidissement sur la poutre S1 (7 heures 20 minutes).
- 15 novembre : Fiodor Iourtchikhine et Oleg Skripochka installent une station de travail polyvalente à l'extérieur du module Zvezda, déplacent une caméra (abandonné), remportent l'expérience scientifique Kontur, installent de nouvelles expériences et collectent des échantillons des couches inférieurs de l'isolant qui recouvrent les modules Zvezda et Pirs.(6 heures 27 minutes)[36].